# Galasówki

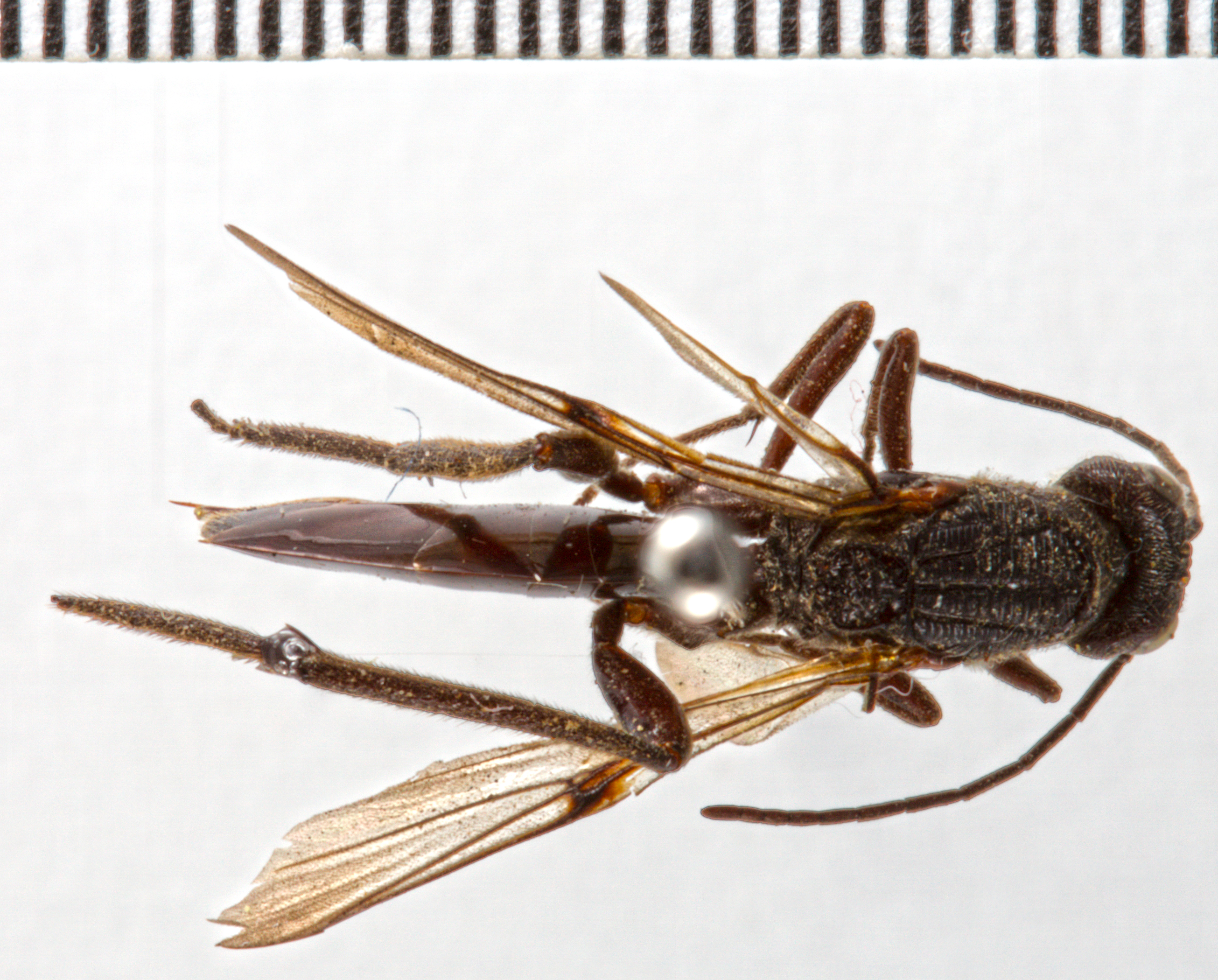
Zgniot trzpiennikowiec (Ibalia leucispoides) z rodziny zgniotowatych

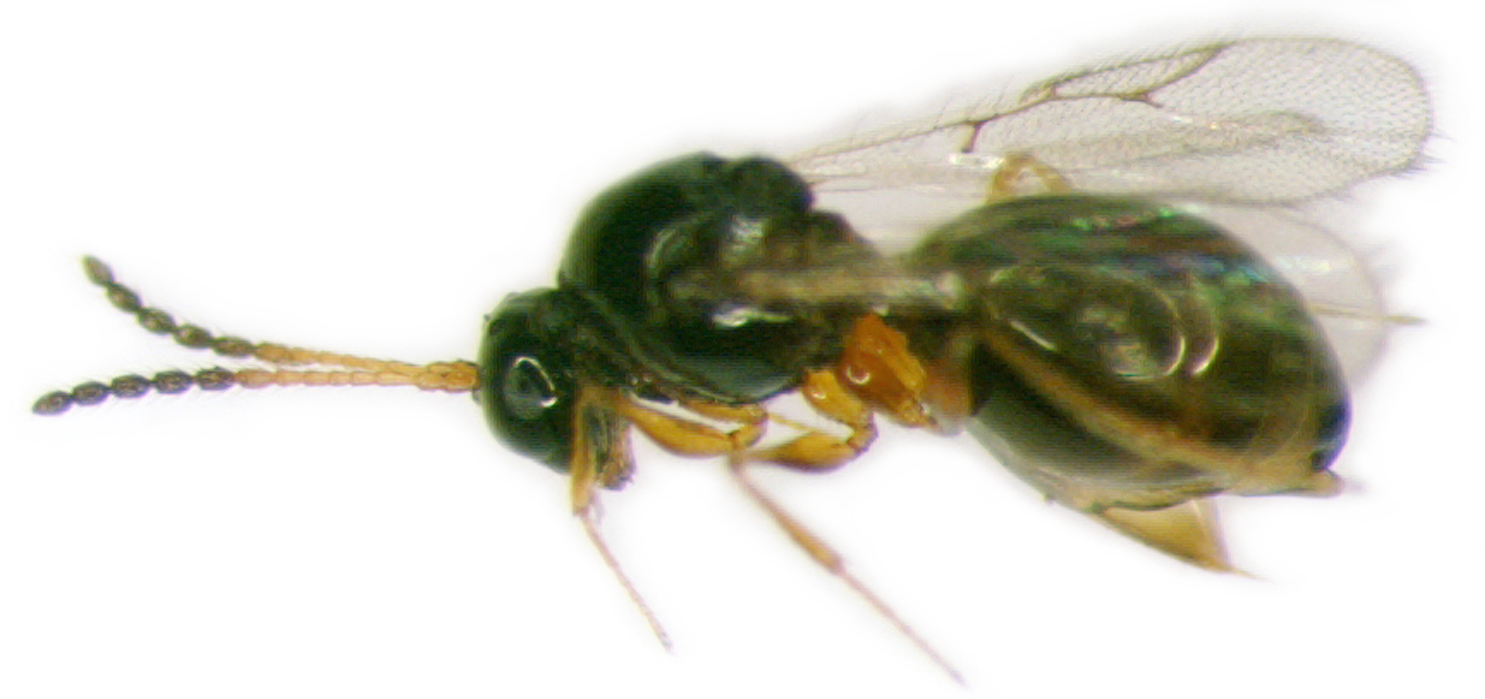
Leptopilina boulardii z rodziny Figitidae

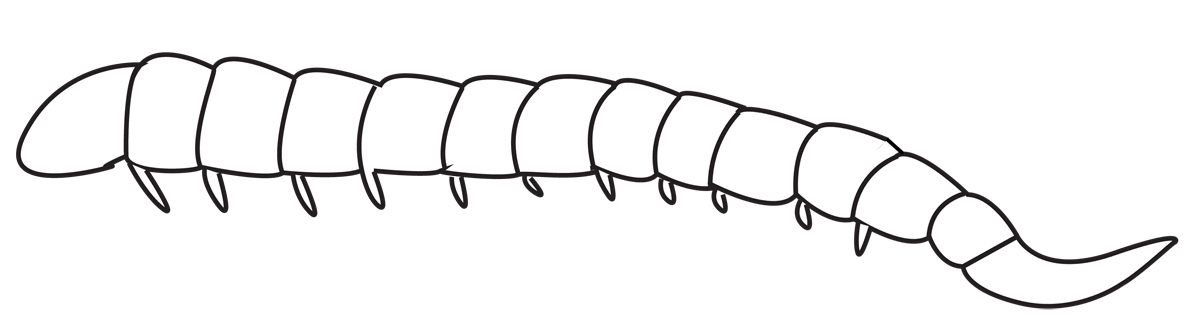
Pokrój ciała larwy zgniotowatych

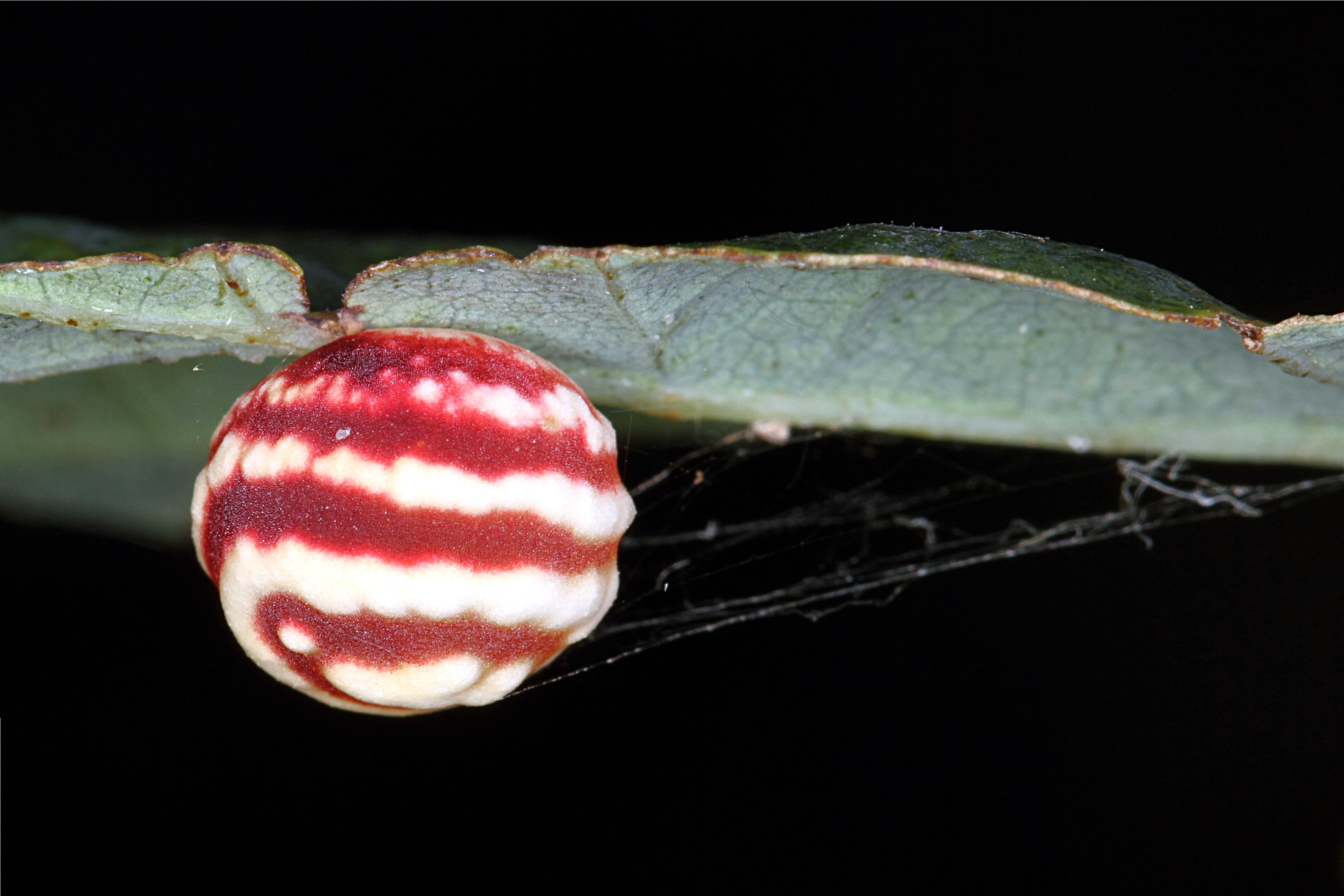
Galas Cynips longiventris

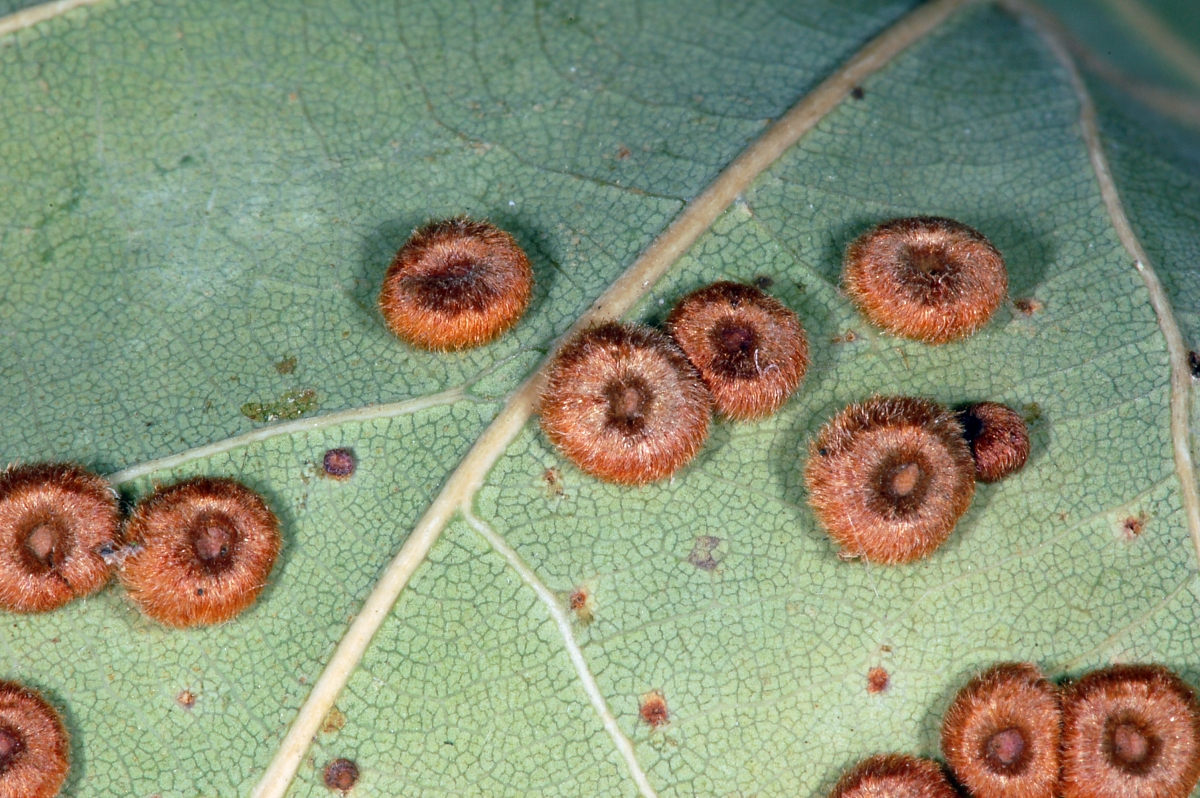
Galasy Neuroterus numismalis

Galasówki (Cynipoidea) – nadrodzina błonkoskrzydłych z podrzędu Apocrita i grupy owadziarek. Zalicza się tu około 3 tysięcy znanych gatunków. Znane od kredy wczesnej, prawdopodobnie pojawiły się w pod koniec triasu lub w jurze. W większości parazytoidy owadów o przeobrażeniu zupełnym, rzadziej fitofagi powodujące tworzenie na roślinach galasów lub inkwilinistycznie żerujące w galasach indukowanych przez inne gatunki. Charakteryzują się bocznie skompresowaną metasomą i, oprócz jednej rodziny wymarłej, użyłkowaniem przedniego skrzydła o przesuniętej ku przodowi żyłce medialnej.

## Taksonomia i ewolucja
Nadrodzina ta obejmuje około 3 tysięcy opisanych gatunków (stan na 1998 rok to 2971 gatunków w 223 rodzajach). Należące tu rodziny współczesne dzieli się na Macrocynipoida, obejmujące: Austrocynipidae, zgniotowate (Ibaliidae) i Liopteridae oraz Microcynipoida, obejmujące Figitidae i galasówkowate (Cynipidae).
Macrocynipoida są większe, zwykle bardziej wydłużone i przystosowane do pasożytowania na larwach żerujących w drewnie i szyszkach. Stanowią parafiletyczny grad bazalny współczesnych galasówek, a rodzina Austrocynipidae z jednym gatunkiem Austrocynips mirabilis zajmuje pozycję bazalną względem pozostałych współczesnych gatunków. Monofiletyczne Microcynipoida są mniejsze, fitofagiczne lub pasożytnicze i obejmują dwie siostrzane rodziny, do których należy łącznie ponad 90% znanych gatunków.
Najstarsze odkryte skamieniałości galasówek to pochodzące z kredy wczesnej Archaeocynipidae, jednak pierwsza faza ewolucji tej nadrodziny zaszła prawdopodobnie w późnym triasie lub jurze. Druga faza ewolucji galasówek, w której pojawiły się Microcynipoida, zaszła prawdopodobnie jeszcze przed aptem. Linię bazalną dla Microcynipoida stanowić mogły wymarłe Rasnicynipidae, które łączą cechy obu grup. Kovalev w 1994 roku wszystkie wymarłe rodziny galasówek, tj. Gerocynipidae, Palaeocynipidae i dwie wspomniane, wyłączył w osobną nadrodzinę Archaeocynipoidea w obrębie infrarzędu Cynipomorpha. Ronquist uznał cechę, na podstawie której tego dokonał (metapectus niescalony z pozatułowiem), za skrajnie nieprawdopodobną i włączył je na powrót do galasówek, dodatkowo obniżając Palaeocynipidae do rangi podrodziny Figitidae.

## Morfologia
Należą tu głównie małe i średnie błonkówki, rzadko osiągają do około 30 mm. Na kolorystykę ciała zwykle składa się czerń, czerwień, żółć lub kombinacja tych barw. Ich czułki są pozbawione radiculi i wyposażone w podłużne sensilla placodea (płytkowate narządy zmysłowe), które tylko u Austrocynips mirabilis są słabo zaznaczone. U samic czułki są zwykle 12-członowe, u samców zaś prawie zawsze zbudowane z 13 lub 14 członów. Wyjątkiem jest A. mirabilis, u którego samice mają 15-członowe, a samce 14-członowe czułki.
Przedplecze galasówek sięga teguli. Tarczka jest dobrze rozwinięta, wyraźnie widoczna. Odnóża mają pięcioczłonowe stopy. U gatunków uskrzydlonych na przednich skrzydłach występuje zwykle trójkątna komórka radialna o otwartym lub zamkniętym brzegu przednim. Autapomorficzną cechą przednich skrzydeł jest przesunięcie żyłki medialnej ku przodowi tak, że zbliża się do tylnego końca komórki marginalnej. Ponadto żyłka ta nigdy nie biegnie równolegle do tylnej krawędzi skrzydła. Konsekwencją takiego jej położenia jest obecność małej areoli i szerokiej komórki kostalnej. Kolejną autapomorfią skrzydeł pierwszej pary może być brak kosty. Na skrzydłach zasadniczo brak właściwej pterostygmy, choć mogą występować odpowiadające jej sklerotyzacje komórki radialnej. Jedynym współczesnym gatunkiem mającym właściwą pterostygmę jest A. mirabilis. Wyjątkiem od powyższego opisu skrzydeł są wymarłe Archaeocynipidae o niepewnej pozycji systematycznej, które mają kostę, nieprzesuniętą ku przodowi żyłkę medialną, dużą areolę, śladową pterostygmę liniowatego kształtu i nazwiązują użyłkowaniem do Diapriidae.
Położone na styliku drugie sternum odwłoka u galasówek przylega do lub zlewa się z położonym na metasomie sternum trzecim. Zwykle metasoma jest krótka i zaokrąglona. Ponadto jest ona prawie zawsze wyraźnie, bocznie skompresowana, co stanowi pierwotną cechę planu budowy galasówek i wymieniane jest jako autapomorfia. Prawdopodobnie z bocznym zwarciem metasomy związana jest kolejna cecha galasówek, czyli nierozgałęziony gruczoł jadowy. Autapomorfizm tej cechy nie jest jednak pewna, gdyż narząd ten przebadano u stosunkowo nielicznych gatunków.

## Biologia
Większość gatunków to parazytoidy innych owadów o przeobrażeniu zupełnym. Gatunki z grupy Macrocynipoida pasożytują na larwach chrząszczy, motyli i błonkówek żerujących w twardym substracie jak drewno czy szyszki. Larwa galasówki w tym przypadku zjada gospodarza, przepoczwarcza się w obrębie substratu, po czym imago, drążąc tunel, wygryza się na zewnątrz. W grupie Microcynipoida dominują parazytoidy larw błonkówek, muchówek i sieciarek żerujących w miękkich substratach lub na zewnątrz. W tej grupie larwa galasówki często – już po opuszczeniu ciała żywiciela – kontynuuje żer na nim jako parazytoid zewnętrzny.
Pozostałe Microcynipoida to fitofagi żerujące w galasach. Dzielą się na dwie grupy ekologiczne. W pierwszej larwy samodzielnie indukują różnego kształtu galasy, w których przechodzą rozwój. Gatunki z drugiej grupy są niezdolne do samodzielnego wytworzenia galasów i ich larwy inkwilinistycznie żerują wewnątrz galasów innych błonkówek.

## Rozprzestrzenienie
Rodzina kosmopolityczna. Do 2000 roku w Polsce stwierdzono 154 gatunki, a możliwe jest odnalezienie w tym kraju jeszcze ponad osiemdziesięciu.